# Ve législature de l'Assemblée d'Estrémadure
La Ve législature de l'Assemblée d'Estrémadure est un cycle parlementaire de l'Assemblée d'Estrémadure, d'une durée de trois ans et neuf mois, ouvert le 5 juillet 1999 à la suite des élections du 13 juin précédent et clos le 1er avril 2003.

## Bureau
| Poste                  | Titulaire                   | Parti | Parti   | Circonscription |
| ---------------------- | --------------------------- | ----- | ------- | --------------- |
| Président              | Manuel Veiga                |       | PSOE-Ex | Cáceres         |
| Premier vice-président | Ramón Rocha                 |       | PSOE-Ex | Badajoz         |
| Second vice-président  | Inocente Mayoral            |       | PP      | Badajoz         |
| Première secrétaire    | Soledad Pérez               |       | PSOE-Ex | Badajoz         |
| Première secrétaire    | Manuela Frutos (10.02.2000) |       | PSOE-Ex | Badajoz         |
| Second secrétaire      | José Antonio Echávarri      |       | PP      | Cáceres         |

## Groupes parlementaires
| Nom | Nom                  | Début | Fin | Porte-parole         |
| --- | -------------------- | ----- | --- | -------------------- |
|     | Groupe socialiste-NI | 34    | 34  | Pilar Blanco-Morales |
|     | Groupe populaire     | 28    | 28  | Carlos Floriano      |
|     | Groupe mixte         | 3     | 3   | Teresa Rejas         |

## Commissions parlementaires
| Commission                                                           | Président                 | Parti   | Parti | Circonscription |
| -------------------------------------------------------------------- | ------------------------- | ------- | ----- | --------------- |
| Commissions permanentes législatives                                 |                           |         |       |                 |
| Commission de l'Agriculture, de l'Élevage et de la Pêche             | Adela Cupido              | PSOE-Ex |       | Badajoz         |
| Commission du Commerce, du Tourisme et des Transports                | Juan Ramón Ferreira       | PSOE-Ex |       | Cáceres         |
| Commission de la Coordination et de l'Organisation administrative    | Ascención Murillo         | PSOE-Ex |       | Badajoz         |
| Commission de l'Économie, de l'Industrie et de l'Énergie             | Félix Dillana             | PSOE-Ex |       | Cáceres         |
| Commission de l'Éducation et de la Culture                           | Alejo Salas               | PSOE-Ex |       | Cáceres         |
| Commission du Gouvernement et de la Justice                          | Rosa Muñoz                | PSOE-Ex |       | Cáceres         |
| Commission des Finances et des Budgets                               | Manuel Moreno             | PP      |       | Badajoz         |
| Commission des Finances et des Budgets                               | José Vázquez (27.01.2000) | PP      |       | Badajoz         |
| Commission de la Politique sociale                                   | Alfredo Gimeno            | PSOE-Ex |       | Badajoz         |
| Commission de la Politique territoriale                              | Mercedes Amado            | PSOE-Ex |       | Badajoz         |
| Commissions non-permanentes                                          |                           |         |       |                 |
| Commission sur l'interposition de recours en inconstitutionnalité    | Luciano Fernández         | PSOE-Ex |       | Badajoz         |
| Commissions d'enquête                                                |                           |         |       |                 |
| Commission pour l'étude des subventions et aides publiques de la PAC | Antonio Olivenza          | PSOE-Ex |       | Cáceres         |
| Commissions permanentes non-législatives                             |                           |         |       |                 |
| Commission du Règlement                                              | Manuel Veiga              | PSOE-Ex |       | Cáceres         |
| Commission du Statut des députés                                     | Francisco Macías          | PSOE-Ex |       | Badajoz         |
| Commission des Pétitions                                             | Manuel Veiga              | PSOE-Ex |       | Cáceres         |

## Gouvernement et opposition
| Candidat                            | Date                                       | Vote       |         |    |       | Résultat |
| Candidat                            | Date                                       | Vote       | PSOE-Ex | PP | IU-CE | Résultat |
| Juan Carlos Rodríguez Ibarra (PSOE) | 15 juillet 1999 (majorité absolue requise) | Oui        | 34      |    |       | 34 / 65  |
| Juan Carlos Rodríguez Ibarra (PSOE) | 15 juillet 1999 (majorité absolue requise) | Non        |         | 27 | 3     | 30 / 65  |
| Juan Carlos Rodríguez Ibarra (PSOE) | 15 juillet 1999 (majorité absolue requise) | Abstention |         |    |       | 0 / 65   |
| Juan Carlos Rodríguez Ibarra (PSOE) | 15 juillet 1999 (majorité absolue requise) | Absents    |         | 1  |       | 1 / 65   |

## Désignations

### Sénateurs
| Parti | Parti | Sénateurs désignés             | Voix |
| ----- | ----- | ------------------------------ | ---- |
| PSOE  |       | Federico Suárez Hurtado        | 61   |
| PP    |       | Jesús Vicente Sánchez Cuadrado | 61   |

- Désignation : 15 juillet 1999.